# Fritz Bondroit
Fritz Bondroit (* 26. März 1912 in Herford; † 19. September 1974 in Burscheid) war ein deutscher Kanute, der 1936 eine olympische Silbermedaille gewann.
Bondroit startete für den Kanuklub Herford. 1934 und 1935 gewann er zusammen mit Ewald Tilker die Deutsche Meisterschaft im Zweierkajak über 1000 Meter. 1936 belegten die beiden hinter Willi Horn und Erich Hanisch den zweiten Platz. 1934 hatten Bondroit und Tilker die Europameisterschaft auf der 1000-Meter-Strecke gewonnen. Bei den Olympischen Spielen 1936 in Berlin unterlagen Bondroit und Tilker den Österreichern Adolf Kainz und Alfons Dorfner. Dabei waren die Deutschen erst als Dritte über die Ziellinie gefahren, aber das schwedische Boot, das sich auf den zweiten Platz geschoben hatte, wurde disqualifiziert, weil es die Deutschen behindert hatte.
Fritz Bondroit war gelernter Metallhandwerker. Nach seinen sportlichen Erfolgen erhielt er von der Stadt Herford ein Stipendium zur Finanzierung seines Ingenieurstudiums.